# Ngự Phu (chòm sao)
Chòm sao Ngự Phu (御夫), còn gọi là "Người Đánh Xe", (tiếng La Tinh: Auriga) là một chòm sao của nửa thiên cầu nam, với ngôi sao sáng thứ sáu trên bầu trời là Capella.

## Thiên thể
Các thiên thể đáng quan tâm
- Sao đôi Capella, α Aurigae
- ε Aurigae: sao biến đổi
- M36: cụm sao mở
- M37: cụm sao mở
- M38: cụm sao mở